# James Owen Merion Roberts
Il tenente colonnello James Owen Merion Roberts (Gujarat, 21 settembre 1916 – Pokhara, 1º novembre 1997) è stato un esploratore e alpinista britannico, ufficiale dell'esercito britannico altamente decorato che ha raggiunto la sua più grande fama come "il padre del trekking" in Nepal. Le sue attività esplorative sono paragonabili a quelle di Eric Shipton e Bill Tilman.
Nato nel Gujarat, in India, il 21 settembre 1916 da Henry e Helen Roberts, Roberts trascorse la sua infanzia in Gran Bretagna, dove suo padre era preside. Dopo aver frequentato la King's School a Canterbury e poi la Reale accademia militare di Sandhurst, nell'agosto del 1936, all’età 19 anni, fu inserito nella Unattached List for the Indian Army come subalterno per soddisfare il suo ardente desiderio di alpinismo. Dopo un anno di prova legato al 1º battaglione, il reggimento dell'East Yorkshire in India, fu inviato al 1º battaglione fucilieri Gurkha (di proprietà del re Giorgio V) nel novembre 1937.
La sua prima spedizione importante fu il tentativo guidato da J. Waller nel 1938 sul Masherbrum (7890 m), nel Karakorum: il tempo era brutto, il tentativo non ebbe successo e J. B. Harrison e R. A. Hodgkin si congelarono gravemente. Roberts stesso ha sofferto in alta quota e ha subito un leggero congelamento.
Cercò di unirsi alla spedizione sull'Everest del 1939, guidata da Bill Tilman, ma il tentativo fu annullato. Quell'anno registrò la prima delle sue numerose prime salite, quella di Guan Nelda (6303 m, ora chiamato Chau Chau Kang Nilda) nello Spiti Himalaya. La salita fu notevole per qualcosa che divenne un segno distintivo di Roberts: salì senza altri "sahib" per compagnia, accompagnato solo dai suoi Gurkha. In questo fu il vero successore del leggendario Alexander Kellas che aveva scalato allo stesso modo nel Sikkim prima del 1914.
Fu selezionato per la spedizione dell'Everest del 1940 che venne abortita.
La seconda prima grande scalata di Roberts è stata la salita nel 1941 della vetta del Dharmsura (6431 m) sul ghiacciaio Tos del Kullu Himalaya. Lo chiamò White Sail.

## Carriera militare
Dopo aver servito con il 1º battaglione, il 1º Gurka in Nordafrica, tornò in India e si unì al 153º Battaglione Para indiano (Gurkha). Il 3 luglio 1942 fu paracadutato nel nord della Birmania a capo di una piccola forza per ispezionare l'area di Myitkyina e poi marciare 150 miglia a nord fino a Fort Hertz. Il gruppo di Roberts raggiunse Fort Hertz all'inizio di agosto e scoprì che era ancora in mano britannica. Il 13 agosto, un gruppo guidato dal capitano G. E. C. Newlands del 153º Battaglione Para planò su Fort Hertz con forniture ingegneristiche e l'aeroporto di Fort Hertz, fino ad allora inutilizzabile, fu reso operativo entro il 20 agosto. Roberts e i suoi uomini furono estratti intorno a quella data. Per questa operazione gli fu assegnata la Military Cross.
Come maggiore comandante della compagnia "A" del 153º Battaglione Para (Gurkha), ha preso parte nella 50ª Brigata Para della difesa di Sangshak nel 1944 contro la spinta giapponese verso Kohima. La difesa di Sangshak fu descritta da alcuni nell'Alto Comando dell'Esercito come non esemplare e il brigadiere Hope-Thompson, al comando locale, fu punito per questo. Tuttavia Slim, il 14º Comandante dell'esercito inviò personalmente un dispaccio lodando il coraggio di coloro che erano coinvolti nei sei giorni e notti di combattimenti corpo a corpo con una forza di 18 a 1. In effetti l'azione è nota per il maggior numero di premi per galanteria emessi dall'esercito indiano per una singola azione. Roberts ha combattuto bene. Il libro sulla battaglia di Harry Seaman ha una sua fotografia.
Ha guidato il primo salto da paracadutista da combattimento nel sud-est asiatico il 1º maggio 1945, scendendo con una forza delle dimensioni di un battaglione a Elephant Point, a sud di Yangon, come parte dell'operazione di cattura di quella città, è stato menzionato in Despatches.
Dopo la guerra si trasferì alla Brigata dei Gurkha dell'esercito britannico e fu inviato in Malesia fino al 1954. Fu nominato membro dell'Ordine dell'Impero Britannico nel maggio 1955 per il servizio in Malesia e divenne membro dell'Ordine reale vittoriano nel 1961.
Si recò a Katmandu nel 1958 come addetto militare. Si ritirò dall'esercito britannico nel 1962 come tenente colonnello.

## Momenti salienti della carriera alpinistica del dopoguerra
- 1946: Karakorum orientali, ricognizione (talvolta abbreviata) del massiccio del Saser Kangri. Prima salita del Lookout Peak (6142 m) e dello Stundok Peak (6100 m).[11] Il suo rapporto di ricognizione è stato la base sulla quale la spedizione indiana del 1973 al Saser Kangri I (7672 m) ha optato per un cambio di via di avvicinamento da ovest a est che si è rivelata la chiave del successo
- 1950: il capitolo più glorioso della carriera alpinistica di Roberts inizia con l'apertura del Nepal negli anni cinquanta. A Roberts fu chiesto di unirsi ad un team guidato da Bill Tilman per raggiungere il massiccio dell'Annapurna nel 1950. La spedizione era "mal organizzata e mal guidata" e non riuscì a scalare nemmeno l'Annapurna IV, ma Roberts vide molte delle montagne nepalesi, viste in precedenza solo da pochissime persone come Toni Hagen e Oleg Polunin.[12] La valle di Pokhara arrivò come una scoperta elisiana a Roberts. Lo stesso anno ha visto l'apertura della campagna di successo contro gli 8 000 metri, con i francesi che hanno raggiunto l'ascesa dell'Annapurna I
- 1953: Roberts sperava di essere invitato a far parte del team per l'Everest del 1953, ma trovò le sue speranze soddisfatte in modo deludente, essendogli stato chiesto di organizzare il trasporto delle bombole di ossigeno al campo base. Successivamente autorizzato a partire, Roberts approfittò del tempo per esplorare tre valli situate a sud e sud-ovest dell'Everest e facendo la prima salita del Picco Mera (6476 m, anche se a volte vengono riportate altre altitudini) il 20 maggio 1953 con Sen Tensing.[13] In tempi recenti questa salita è stata erroneamente declassata in alcuni punti alla prima salita del Mera Centrale (6461 m)[14]
- 1954: prima salita del Putha Hiunchuli (7246 m) nel gruppo del Dhaulagiri con Ang Nyima l'11 novembre durante la ricognizione del massiccio con G. Lorimer[15][16]
- 1956: ricognizione al Machapuchare
- 1957: leader della spedizione al Machapuchare (6993 m, chiamato anche la coda dei pesci) l'unico tentativo ufficialmente registrato. Il 2 giugno la squadra di vertice di A. D. M. Cox e C. W. F. Noyce si è fermata "circa 50 metri sotto la vetta nord" per mancanza di tempo, per cui la cima è considerata non scalata. Non sono consentite ulteriori spedizioni su questa bellissima vetta considerata sacra: pare che Roberts abbia fatto pressione al governo nepalese affinché questa vetta fosse dichiarata fuori dai limiti! Il Singu Chuli è stato scalato per la prima volta da questa spedizione[17][18]
- 1960: leader della spedizione dell'Army Mountaineering Association all'Annapurna II (7937 m), segnando la prima salita. Questa fu la prima grande cima himalayana di Chris Bonington[19]
- 1962: leader della spedizione sul Dhaulagiri IV (7660 m). Raggiunti i 6 400 metri sulla cima di mascheramento Dhaulagiri VI[20]
- 1963: ufficiale di trasporto della spedizione americana dell'Everest[21]
- 1965: leader congiunto della spedizione al Dhaulagiri IV[22]
- 1971: leader congiunto con Norman Dyhrenfurth della spedizione internazionale dell'Everest che si concluse in un disastro e acrimonia dopo la morte del membro indiano H. V. Bahuguna sulla cresta occidentale[23]

Per tutta la vita elettore del "piccolo partito alpinismo", in particolare in zone e montagne inesplorate, Roberts non amava i ripetuti tentativi sull'Everest. "La grande "prima" fu presa per sempre nel 1953", scrisse nel 1979, "e ora si devono cercare altri primi - la prima salita di una donna, senza ossigeno, di una nazionalità o di un’altra, e, un grande premio a venire, la prima salita con gli stivali elastici". Tuttavia, fu incoraggiato da un rinnovato interesse per le piccole spedizioni: "[...] ci sono segni di una rinascita dell'alpinismo di gruppo (anche sulle vette più alte)."
Nel 1995 gli è stato assegnato il Back Award (istituito nel 1888) dalla Royal Geographical Society.
Roberts ha fondato il primo equipaggiamento da trekking e alpinismo Mountain Travel Nepal nel 1964 per offrire ai viaggiatori facoltosi l'opportunità di vivere senza problemi l'esperienza del trekking o dell'arrampicata in Nepal. I suoi team Gurkha/Sherpa, addestrati, si sono occupati dei trasporti, del campeggio e dei collegamenti locali, lasciando gli escursionisti liberi di godersi le emozioni. Il primo trekking da lui gestito è stato quello di tre anziane signore al campo base dell'Everest nel 1965. È conosciuto e venerato come "il padre del trekking in Nepal".
Durante la spedizione del 1950 ha lavorato come collezionista di uccelli per il British Museum e ha mantenuto una voliera a Pokhara, dove allevava fagiani. Ha scritto una breve descrizione della sua vita nell'agosto 1997 come blog in due parti intitolato The Himalayan Odyssey sul sito mountaintravelnepal.com poco prima di morire a Pokhara il 1º novembre 1997.